# Bryce (cràter)
Bryce és un cràter d'impacte en el planeta Venus de 23,9 km de diàmetre. Porta el nom de Lucy Bryce (1897-1968), investigadora mèdica australiana, i el seu nom va ser aprovat per la Unió Astronòmica Internacional el 1994.